# Matthías Jochumsson
Matthías Jochumsson (n. 11 noiembrie 1835 - d. 18 decembrie 1920) a fost un scriitor, traducător și preot islandez.
Este cunoscut mai ales pentru textul imnului național al Islandei, "Lofsöngur".
Ca urmare a călătoriilor întreprinse în Europa și America, în calitate de misionar, a scris mai multe impresii de călătorie în proză poetică.
A mai scris și opere poetice cu accente patriotice și religioase.

## Scrieri
- 1874: Cei în afara legii ("Útilegumennirnir")
- 1884: Cântece ("Ljóðmaeli")
- 1897 :Cântecul lui Gretti ("Grettisljód")
- 1905: Din Danemarca ("Frá Danmörku")
- 1913: Călătorii în locuri antice ("Ferdun fornar stödvar").